# Ziyadidi
Gli Ziyadidi (in arabo زياديون‎?, Ziyādiyyūn) furono una dinastia islamica che governò la parte occidentale dello Yemen dal 819 al 1018 e che ebbero come loro capitale la città di Zabīd.
Fu la prima dinastia musulmana ad assumere il controllo delle terre basse yemenite dall'epoca in cui la popolazione di quelle aree abbracciò la religione islamica verso il 630.

## Istituzione della dinastia
Muḥammad ibn Ziyād era discendente di Ziyād, fratello minore del primo califfo omayyade Muʿāwiya. Nell'814 fu arrestato a tradotto al cospetto del califfo abbaside al-Maʾmūn, solo a causa della sua appartenenza alla famiglia deposta dal trisavolo e dai suoi fratelli, ma alla fine la sua vita gli fu risparmiata e fu posto solo sotto sorveglianza, finendo col diventare un protetto del visir del califfo, al-Faḍl ibn Sahl.
Tre anni dopo giunse a Baghdad una missiva del governatore dello Yemen, che lamentava gli attacchi degli Ash'ariti e delle tribù dei Banū Akk. 

Al-Faḍl raccomandò ad al-Maʾmūn di inviare Muḥammad b. Ziyād nella Tihāma per mettere fine a quelle agitazioni armate. La situazione era particolarmente critica in quanto gli Alidi, comandati da Ibrāhīm al-Jazzār minacciavano di metter fine al controllo ebbaside dello Yemen. Muḥammad b. Ziyād era un nemico giurato degli Alidi, e la sua nomina appariva quindi quanto mai appropriata.
Dopo aver adempiuto all'obbligo rituale del ḥajj, Muḥammad marciò verso sud con i suoi soldati khorasanici, giungendo in Yemen nell'818. Combatté numerose battaglie contro le tribù secessioniste e assunse il controllo dell'intero pianoro della Tihāma l'anno successivo.

## Estensione geografica e base economica
In seguito alle sue vittorie, Muḥammad fu nominato amīr dello Yemen da al-Maʾmūn, col compito di ridurre ed eliminare, se possibile, l'influenza alide nel Paese. Muḥammad fece edificare una nuova città, Zabīd come sua capitale. Estese la sua influenza in Hadramawt e in parte dell'altopiano yemenita, riconoscendo l'autorità suprema del califfo abbaside. L'autorità ziyadide si espresse anche nel Diyar Kinda, ad al-Shiḥr e a Mirbat, in Oman, Abyan, Lahij, Aden e nelle province marittime a nord, come Hali, su Janad, Mikhlaf al-Maʿāfir, Mikhlaf Jaʿfar, Ṣanʿāʾ, Sa'da, Najrān e Bayhan. Tuttavia lo storico Abū Muḥammad al-Ḥasan al-Hamdānī afferma che un'altra famiglia, i Banū Shura, governarono nella Tihāma per parte del IX secolo e che erano insediati a Zabīd. 

Grazie ad altre fonti sappiamo che Ṣanʿāʾ continuò peraltro ad essere amministrata da un governatore abbaside fino all'847.
Poco si sa della struttura economica del governo ziyadide, ma sembra che essi fruissero di una non indifferente vivacità commerciale e il signore ziyadide incassava dazi dalle navi provenienti dall'India. Da oriente provenivano merci di lusso come il muschio, la canfora, l'ambra grigia, il legno di sandalo e le porcellane. Dall'Africa giungevano dall'Abissinia e dalla Nubia schiavi, attraverso le isole Dahlak. Si parla anche di commerci di perle marine.

## Governo indipendente
Nel frattempo si indeboliva fortemente il dominio abbaside dell'Arabia. Dopo la fine violena del califfo al-Mustaʿīn nell'866, il secondo signore ziyadide, Ibrāhīm ibn Muḥammad, tenne per sé i proventi delle imposte, senza inviarle a Baghdad e adottò i simboli reali. Nondimeno seguitò a far recitare la khuṭba in nome degli Abbasidi. 
Dal momento che il potere ziyadide tendeva a concentrarsi sulle basse terre, e che ai governatori abbasidi competenti per l'altopiano cominciavano a fare difetto il sostegno e i rifornimenti dell'Iraq, altre dinastie occuparono quei territori. Gli Yufiridi istituirono uno Stato indipendente a Ṣanʿāʾ nell'847 e obbligarono il signore ziyadide ad accettare il loro governo, in cambio della sua menzione sulle monete e nell'allocuzione di mezzodì della preghiera canonica del venerdì, riconoscendosi almeno formalmente come suoi vassalli.
 
Un imam della corrente sciita della Zaydiyya, al-Hādī ilā l-Ḥaqq Yaḥyā (859-911), dette vita a un governo nelle alte terre settentrionali yemenite nell'897. Fu questo l'esordio dell'Imamato zaydita yemenita che sopravvisse fino al 1962. 
Inoltre, la fine del IX secolo e gli inizi del X videro una grande ondata di agitazioni di personalità ismailite che abbracciarono la causa fatimide, i cui Imam erano diventati signori dell'Egitto. 
Zabīd stessa fu saccheggiata nel 904 dai Carmati ismailiti (in feroce contrasto però con gli ismailiti Fatimidi). Sotto il lunghissimo regno di Abū l-Jaysh Isḥāq (r. 904-981), la dinastia ziyadide visse un transitorio periodo di ripresa ma, quando Abū l-Jaysh divenne troppo vecchio, le regioni periferiche cominciarono a svincolarsi dall'autorità ziyadide. Verso la fine del suo regno l'area tra Aden e al-Sharja (al-Shāriqa) rimase però sotto il suo controllo. Ancora in un periodo tardo come il 976, gli introiti regi ammontavano a un milione di dīnār aurei.

## Erosione del potere ziyadide
Gli Yufiridi aggredirono ancora e incendiarono Zabīd nel 989. Tuttavia il mamelucco al-Ḥusayn b. Salāma s'impegnò nel tentativo di salvare il regno dal collasso completo. Sconfisse le tribù delle montagne e restaurò l'autorità ziyadide nei suoi antichi confini. Al-Ḥusayn è ricordato come un reggente giusto e dotato di alta spiritualità, in grado di costruire muri e canali in tutto il regno. Governò fino alle sue dimissioni pacifiche nel 1012. Il rovescio della medaglia fu che i sovrani ziyadidi persero il loro potere dopo il 981, con l'accesso al potere di una successione di mamelucchi che causarono non pochi problemi al regno. 
Dopo la morte di al-Ḥusayn, il suo schiavo, l'eunuco Marjān (lett. "corallo" prese il potere come visir (wazīr). Egli a sua volta beneficò due schiavi etiopici, di nome Nafīs e Najāḥ, cui concesse ampie prerogative pubbliche. Secondo Kamāl Sulaymān Ṣalībī, l'ultimo sovrano ziyadide fu assassinato nel 1018 e sostituito da Nafīs. Nafīs adottò una titolatura reale ma fu immediatamente sfidato da Najāḥ, che sconfisse Nafīs e Marjān e fondò la dinastia najahide nel 1022.

## Elenco dei sovrani ziyadidi
1. Muḥammad b. Ziyād (818-859)
2. Ibrāhīm b. Muḥammad (859-902), figlio del precedente
3. Ibn Ziyād (902-904), figlio
4. Abū l-Jaysh Isḥāq ibn Ibrāhīm (904-981), fratello
5. ʿAbd Allāh o Ziyād ibn Isḥāq (981 c.-1012), figlio
6. Ibrāhīm o ʿAbd Allāh (c. 1012-1018), parente[16]